# 川口市立前川東小学校
川口市立前川東小学校（かわぐちしりつ まえかわひがししょうがっこう）は、埼玉県川口市前上町にある公立小学校。

## 沿革
- 1969年4月1日 - 川口市立上青木小学校を分離して川口市立前川東小学校として設立
- 1969年12月22日 - 校章制定
- 1970年3月15日 - 校旗制定
- 1970年9月1日 - 校歌制定[1]

## 教育目標
- 「健康な子 よく考える子 心豊かな子」[2]

## 通学区域
- 上青木6丁目 - 一部
- 前川町2丁目 - 全域
- 前川町3丁目 - 全域
- 前上町 - 一部
- 前川1丁目 - 一部
- 前川2丁目 - 全域
- 前川3丁目 - 全域[3]